# Doris Drew
Doris Drew Allen (* um 1925 in San Antonio, Texas) war eine US-amerikanische Pop- und Jazzsängerin.

## Leben und Wirken
Drew war 1949–52 in Los Angeles Bandvokalistin bei Ziggy Elman, zu hören in Titeln wie „The Wedding Samba“; ferner sang sie bei Mel Henke (La Dolce Henke) und The Pied Pipers (Favorite Christmas carols). Unter eigenem Namen legte sie Mitte 1949 für MGM die Singles „A Rose Was a Rose“ und „Singin’ in the Rain“ vor; das Billboard-Magazin beschrieb ihren Gesang als eine Mischung aus Kay Starr und Doris Day. 1951 spielte sie mit dem Cliff Parman Orchestra und Jack Halloran Chorus den Song „Sweet Violets“ ein; in den frühen 1950er-Jahren nahm sie außerdem Songs wie „Beautiful Brown Eyes“, „Since You Went Away from Me“ und „In My Sentimental Heart“ für Mercury Records auf. 1956 sang sie mit Mel Tormé in der TV-Show von Tennessee Ernie Ford  im Duett („Tea for Two“).
Im September 1957 nahm Drew für Mode Records ein Album unter eigenem Namen auf (Delightful Doris Drew), bei dem sie von Don Fagerquist, Bob Enevoldsen, Herb Geller, Dave Pell, Marty Paich, Al Viola, Max Bennett und Mel Lewis begleitet wurde und Standards wie „I Only Have Eyes For You“, „If I Should Lose You“, „Something to Remember You By“ und „There Will Never Be Another You“ sang. Im selben Jahr trat sie mit dem Don Fagerquist Octet in der Show KABC Stars of Jazz auf, bei der sie die Songs  „He’s My Guy“  und „I Cried for You“ interpretierte. Im Bereich des Jazz war sie zwischen 1949 und 1957 an 20 Aufnahmesessions beteiligt. Sie legte dann noch 1957 die Pop-Single „I’m Alone But Never Lonely“/„French Fried Potatoes“ (Kahill 1025) vor, bevor sie sich aus der Musikszene zurückzog. 1966 hatte sie noch eine Gesangsrolle in dem Zeichentrickfilm Alice in Wonderland or What's a Nice Kid Like You Doing in a Place Like This? (Regie Alex Lowy).